# 安德里亞
安德里亞是位於義大利東南部普利亞大區巴列塔-安德里亞-特拉尼省的一個市镇。安德里亞是一個農業城市，產盛葡萄酒和橄欖油。安德里亞是普利亞大區第四大城市，在巴里、塔蘭托和福賈之後，原本是巴里省內僅次於巴里的第二大城市。但在2009年巴爾萊塔-安德里亞-特蘭尼省成立後，安德里亞變成了該省的最大城市。

## 友好城市
- 義大利蒙特圣安杰洛 2013年
- 義大利阿尔贝罗贝洛 2013年

## 外部連結
- 官方网站 （意大利文）
- Map of Andria, Italy